# Đội viên
Đội viên là danh hiệu của một người khi tham gia và được kết nạp vào một tổ chức Đội.
Như: Đội viên Đội Thiếu Niên Tiền Phong. Đội viên Đội Công Tác Xã Hội.
Tại Việt Nam, Đội viên thường được hiểu là thành viên của Đội Thiếu Niên Tiền Phong. Những đội viên này đa số là học sinh cấp 1 hoặc cấp 2 và phải đeo khăn quàng đỏ.
Trang web Đội viên
 Lưu trữ ngày 29 tháng 5 năm 2013 tại Wayback Machine